# لويس دي كارفاغال إي دي لا كويفا
لويس دي كارفاغال إي دي لا كويفا (بالإسبانية: Luis de Carvajal y de la Cueva)‏ هو حاكم الدولة إسباني، ولد في 1539 في Mogadouro ‏ في البرتغال، وتوفي في 1590.